# James Hamilton, VII conte di Abercorn
James Hamilton VII conte di Abercorn, PC (22 marzo 1686 – 11 gennaio 1744) è stato un nobile scozzese e irlandese.

## Biografia
Era il figlio di James Hamilton, VI conte di Abercorn e Elizabeth Reading.
Venne nominato Lord di Paisley dal 1701 fino al 1734.
Massone, nel 1725 è stato Gran Maestro della Prima gran loggia d'Inghilterra. 
Fu nominato membro del Consiglio privato il 20 luglio 1738 e del Consiglio privato irlandese il 26 settembre 1739.

## Matrimonio
Nell'aprile 1711, sposò con Anne Plumer (1690-1776), dalla quale ebbe sette figli:
- James Hamilton, VIII conte di Abercorn (1712-1789);
- Capitano John Hamilton (1714-1755)
- William Hamilton, morì giovane;
- Reverendo George Hamilton (11 agosto 1718 - 26 novembre 1787), canonico di Windsor, sposò Elisabetta Onslow (morta nel 1800) ed ebbe figli;
- Plumer Hamilton, morì giovane;
- William Hamilton (18 febbraio 1721-1744);
- Lady Anne Hamilton (12 giugno 1715 - 14 dicembre 1792), sposò il 16 agosto 1746 Henry Mackworth, VI Baronetto.

## Ascendenza
|                                         |   |                                    | Genitori                           |  |  | Nonni |  |  | Bisnonni                                 |  |  | Trisnonni                           |  |
|                                         |   |                                    |                                    |  |  |       |  |  | George Hamilton, I baronetto di Donalong |  |  | James Hamilton, I conte di Abercorn |  |
|                                         |   |                                    |                                    |  |  |       |  |  | George Hamilton, I baronetto di Donalong |  |  | James Hamilton, I conte di Abercorn |  |
|                                         |   | Marion Boyd                        |                                    |  |  |       |  |  | George Hamilton, I baronetto di Donalong |  |  |                                     |  |
| James Hamilton                          |   |                                    |                                    |  |  |       |  |  | George Hamilton, I baronetto di Donalong |  |  |                                     |  |
|                                         |   | lady Mary Butler                   | Thomas Butler, visconte di Thurles |  |  |       |  |  |                                          |  |  |                                     |  |
|                                         |   | lady Mary Butler                   | Thomas Butler, visconte di Thurles |  |  |       |  |  |                                          |  |  |                                     |  |
|                                         |   | lady Mary Butler                   | Elizabeth Pointz                   |  |  |       |  |  |                                          |  |  |                                     |  |
| James Hamilton, VI conte di Abercorn    |   | lady Mary Butler                   |                                    |  |  |       |  |  |                                          |  |  |                                     |  |
|                                         |   | John Colepeper, I barone Colepeper | Thomas Colepeper                   |  |  |       |  |  |                                          |  |  |                                     |  |
|                                         |   | John Colepeper, I barone Colepeper | Thomas Colepeper                   |  |  |       |  |  |                                          |  |  |                                     |  |
|                                         |   | John Colepeper, I barone Colepeper | Anne Slaney                        |  |  |       |  |  |                                          |  |  |                                     |  |
| Elizabeth Colepeper                     |   | John Colepeper, I barone Colepeper |                                    |  |  |       |  |  |                                          |  |  |                                     |  |
|                                         |   | Judith Colepepper                  | sir Thomas Colepepper              |  |  |       |  |  |                                          |  |  |                                     |  |
|                                         |   | Judith Colepepper                  | sir Thomas Colepepper              |  |  |       |  |  |                                          |  |  |                                     |  |
|                                         |   | Judith Colepepper                  | Elizabeth Cheney                   |  |  |       |  |  |                                          |  |  |                                     |  |
| James Hamilton, VII conte di Abercorn   |   | Judith Colepepper                  |                                    |  |  |       |  |  |                                          |  |  |                                     |  |
|                                         | … | …                                  |                                    |  |  |       |  |  |                                          |  |  |                                     |  |
|                                         | … | …                                  |                                    |  |  |       |  |  |                                          |  |  |                                     |  |
|                                         | … | …                                  |                                    |  |  |       |  |  |                                          |  |  |                                     |  |
| sir Robert Reading, I baronetto Reading | … |                                    |                                    |  |  |       |  |  |                                          |  |  |                                     |  |
|                                         |   | …                                  | …                                  |  |  |       |  |  |                                          |  |  |                                     |  |
|                                         |   | …                                  | …                                  |  |  |       |  |  |                                          |  |  |                                     |  |
|                                         |   | …                                  | …                                  |  |  |       |  |  |                                          |  |  |                                     |  |
| Elizabeth Reading                       |   | …                                  |                                    |  |  |       |  |  |                                          |  |  |                                     |  |
|                                         |   | sir Robert Hannay, I baronetto     | Alexander Hannay                   |  |  |       |  |  |                                          |  |  |                                     |  |
|                                         |   | sir Robert Hannay, I baronetto     | Alexander Hannay                   |  |  |       |  |  |                                          |  |  |                                     |  |
|                                         |   | sir Robert Hannay, I baronetto     | …                                  |  |  |       |  |  |                                          |  |  |                                     |  |
| Jane Hannay                             |   | sir Robert Hannay, I baronetto     |                                    |  |  |       |  |  |                                          |  |  |                                     |  |
|                                         |   | Jane Stewart                       | …                                  |  |  |       |  |  |                                          |  |  |                                     |  |
|                                         |   | Jane Stewart                       | …                                  |  |  |       |  |  |                                          |  |  |                                     |  |
|                                         |   | Jane Stewart                       | …                                  |  |  |       |  |  |                                          |  |  |                                     |  |
|                                         |   | Jane Stewart                       |                                    |  |  |       |  |  |                                          |  |  |                                     |  |